# Gradska vijećnica u Trogiru
Gradska vijećnica u Trogiiru.

## Opis
Na istočnoj strani glavnog gradskog trga smještena je gradska vijećnica podignuta na mjestu gotičke kneževe palače. Kamena dvokatnica rekonstruirana je 1890. godine prema projektu J. Slade i A. Bezića uz izradu faksimila kamene plastike. Glavni portal s bogato profiliranim okvirom flankiran je lučnim prozorima i bočnim ulazima. Doprozornici ukrašeni kandelabrima pripisuju se radionici Nikole Firentinca. Na prvom katu lučni prozori pripadaju zahvatu Tripuna Bokanića. Na prijelazu 17./18.st. u dvorani plemićkog vijeća bilo je uređeno općinsko kazalište. Prilikom obnove u zidove predvorja i dvorišta ugrađeni su brojni kameni grbovi te je dvorište svojevrstan lapidarij trogirske heraldike.

## Zaštita
Pod oznakom Z-1560 zavedena je kao nepokretno kulturno dobro - pojedinačno, pravna statusa zaštićena kulturnog dobra, klasificirano kao "profana graditeljska baština".

## Vanjske poveznice
|  | Zajednički poslužitelj ima još gradiva o temi Gradska vijećnica u Trogiru |